# 목포용해초등학교
목포용해초등학교는 대한민국 전라남도 목포시에 있는 초등학교다.

## 학교 연혁
- 2004. 12. 29 목포용해초등학교 인가
- 2004. 12. 29 목포용해초등학교 병설유치원 인가
- 2005. 03. 01 목포용해초등학교 개교
- 2005. 03. 01 목포용해초등학교 병설유치원 개원
- 2013. 09. 01 제4대 김형규 교장 선생님 부임
- 2015. 02. 13 제10회 졸업식(149명, 졸업생 누계: 1,229명)
- 2015. 03. 01 초등학교 37학급, 병설유치원 2학급 편성

## 학교 상징
- 교화 - 동백꽃 : 고고하고 굽힐 줄 모르는 자태, 지조, 미
- 교목 - 소나무 : 높은 기상과 기백, 충절, 의지
- 교색 - 녹색 : 무한한 성장과 불변의 의지, 평화, 희망

## 참고 자료
- 목포용해초등학교 - 한국교육학술정보원 학교알리미